# Pauselijke Raad ter bevordering van de Eenheid van de Christenen

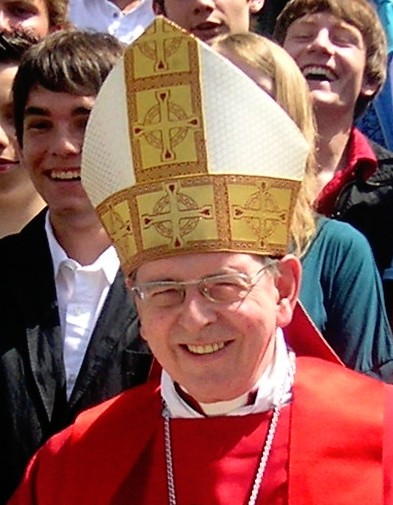
Kurt Koch, laatste president van de Raad

De Pauselijke Raad voor de Bevordering van de Eenheid der Christenen (lat:  Pontificium Consilium ad Unitatem Christianorum Fovendam) was een instelling van de Romeinse Curie die voortgekomen is uit het Tweede Vaticaans Concilie (1962-1965). 
Paus Johannes XXIII wilde de Katholieke Kerk betrekken in de wereldwijde oecumenische beweging. Hij richtte daartoe een Secretariaat voor de Eenheid der Christenen op, waarvan de Duitse jezuïet, kardinaal Augustin Bea president werd. Het secretariaat nodigde andere (kerkelijke) gemeenschappen uit als waarnemer deel te nemen aan het Concilie.
Het secretariaat had verschillende documenten voor het Tweede Vaticaans Concilie voorbereid:
- over de oecumene (Unitatis Redintegratio)
- over de niet-Christelijke religies (Nostra Aetate)
- over godsdienstvrijheid (Dignitatis humanae)
- over de Goddelijke Openbaring (Dei Verbum)

De bespreking in het concilie van Dignitatis Humanae leidde tot een aanvaring tussen kardinaal Bea en de Secretaris van het Heilig Officie Alfredo kardinaal Ottaviani. 
Het Secretariaat had twee secties, te weten: een voor de Oosterse kerken en een voor de Westerse christelijke kerken. Na afloop van het Tweede Vaticaans Concilie bevestigde paus Paulus VI de officiële status van het secretariaat als een permanent dicasterium van de Heilige Stoel.
In 1988 veranderde paus Johannes Paulus II (in zijn apostolische constitutie Pastor Bonus) het Secretariaat in een Pauselijke Raad.
Bij de invoering van de apostolische constitutie Praedicate Evangelium op 5 juni 2022 werden alle pauselijke raden opgeheven. Het taakgebied van de raad werd overgedragen aan de Dicasterie voor Bevordering van de Eenheid van de Christenen.

## Doel
Het doel van de Raad was tweeledig:
- de bevordering van een ware oecumenische geest binnen de Katholieke Kerk volgens het conciliaire decreet Unitatis Redintegratio;
- het op gang brengen en in stand houden van een dialoog met andere christelijke kerken en gemeenschappen.

Sinds de oprichting onderhield het secretariaat hartelijke relaties met de Wereldraad van Kerken. De Raad selecteerde katholieke vertegenwoordigers bij oecumenische bijeenkomsten en nodigt delegaties van andere kerkgenootschappen uit bij eigen bijeenkomsten. De Raad was in actieve dialoog met de volgende kerkgenootschappen:
- de Oosters-orthodoxe Kerk
- de Koptisch-orthodoxe Kerk
- de Malankaarse Syrisch-Orthodoxe Kerk
- de Anglicaanse Gemeenschap
- de Lutheraanse Wereld Federatie
- de Wereldbond van Hervormde/Gereformeerde Kerken
- de Wereldraad van Methodisten
- de Wereldalliantie van Baptisten
- de Christelijke Kerk (Discipelen van Christus)
- enkele Pinksterbewegingen

De commissie voor de religieuze relaties met het Jodendom viel onder deze raad, terwijl de relaties met de Islam waren toevertrouwd aan de Pauselijke Raad voor de Interreligieuze Dialoog.

## Leden
Op 5 juni 1997 werd de Belgische bisschop Johan Bonny benoemd tot staflid van deze raad.  Hij verzorgde de relaties met de monofysitische kerken: de Koptisch-Orthodoxe Kerk in Egypte, de Ethiopisch-Orthodoxe Kerk, de Syrisch-Orthodoxe Kerk, de Armeense Kerk en de Malankaarse Syrisch-Orthodoxe Kerk in India.